# 沙尔希亚
沙尔希亚（法語：Charchilla，法語發音：[ʃaʁʃija]）是法国汝拉省的一个市镇，位于该省南部，属于圣克洛德区。

## 地理
沙尔希亚（46°27'57"N, 5°42'45"E）面积6.84 平方千米，位于法国勃艮第-弗朗什-孔泰大區汝拉省，该省份为法国东部内陆省份，北起上索恩省，西北接科多尔省，西临索恩-卢瓦尔省，南至安省，东与杜省和瑞士接壤。
与沙尔希亚接壤的市镇（或旧市镇、城区）包括：默西亚、克勒南、迈索、穆瓦朗昂蒙塔涅。

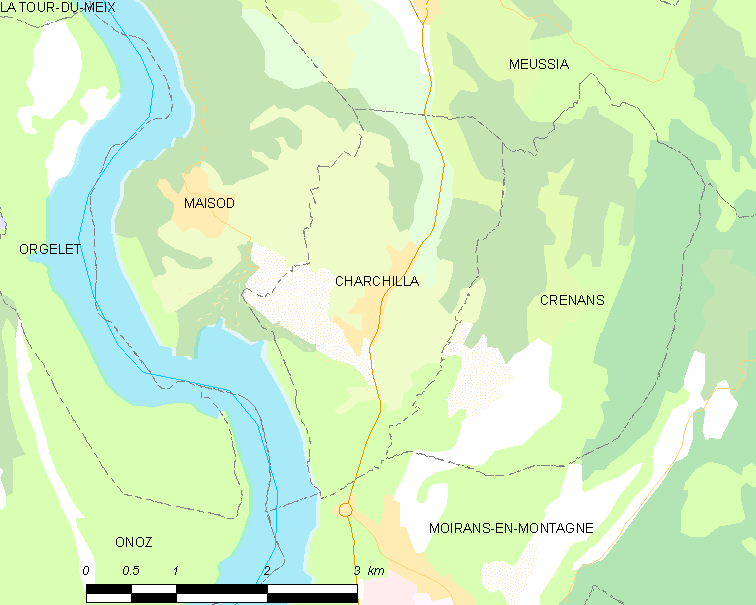
沙尔希亚的OSM定位图

沙尔希亚的时区为UTC+01:00、UTC+02:00（夏令时）。

## 行政
沙尔希亚的邮政编码为39260，INSEE市镇编码为39106。

## 政治
沙尔希亚所属的省级选区为穆瓦朗昂蒙塔涅县。

## 人口

1962-2008年间沙尔希亚人口变化图示

沙尔希亚于2022年1月1日时的人口数量为287人。